# Charnay (Ródano)
Charnay es una comuna francesa situada en el departamento de Ródano, en la región de Auvernia-Ródano-Alpes.

## Demografía
| 553 | 515 | 551 | 609 | 775 | 964 | 1047 |
| Para los censos de 1962 a 1999 la población legal corresponde a la población sin duplicidades (Fuente: INSEE [Consultar]) |     |     |     |     |     |      |